# Iveco Pollicino
L'IVECO-CAM Pollicino est un modèle de minibus urbain de 36 places produit et commercialisé par le constructeur italien  Carrozzeria Autodromo de Modène sur une base Fiat Ducato puis Iveco Daily. Une version électrique à batteries a également été fabriquée.

## Histoire
Ce minibus inaugure un nouveau type de minibus pour l'Italie, plus habituée dans le passé aux transformations des fourgons Fiat 238 et 242 par des carrossiers spécialisés selon les prescriptions du client. 
Lancé en 1988, ce minibus est le premier fruit d'une longue collaboration entre les deux entités Autodromo et Iveco. Il sera produit en 5 versions pendant plus de 12 ans :
- sur une base Fiat Ducato :
  - Pollicino Alterego - version avec moteur essence du Fiat Ducato
  - Pollicino 20P - version 1 porte de 5,30 m avec moteur diesel Fiat Ducato 2,3 litres
  - Pollicino TH11 - version 2 portes de 6,90 m avec moteur diesel Fiat Ducato 2,3 litres.

- sur une base Iveco Daily
  - Pollicino 35P
  - Pollicino TH13
  - Pollicino Interurbain
  - Pollicino Eta Elettrico

## Les différents modèles
Les modèles "Pollicino" sont proposés en 3 longueurs pour chaque base :
court : 5,300 mm - standard : 6,890 mm et long (interurbain) : 7,200 mm.

### CAM Pollicino 20P
- Base châssis : Fiat Ducato
- Mécanique : Fiat Ducato 8140.27S
- Longueur : 5,30 mètres
- Aménagement : Minibus urbain
- Énergie : Gasoil
- Portes : 1 pliante

### CAM Pollicino TH11

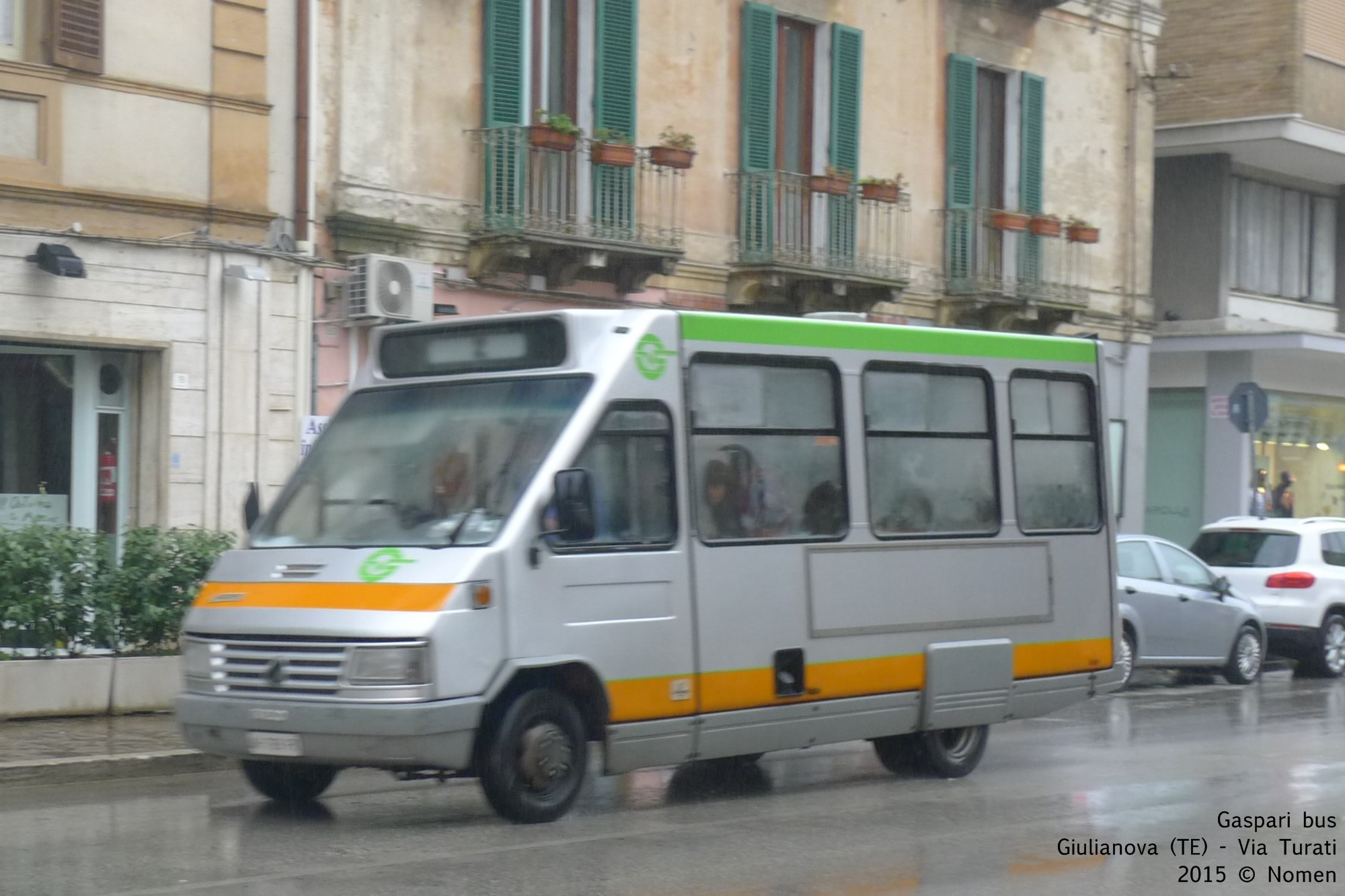
Pollicino 35P à Giulianova (2015)

- Base châssis : Fiat Ducato
- Mécanique : Fiat Ducato 8140.27S
- Longueur : 6,89 mètres
- Aménagement : Minibus urbain
- Énergie : Gasoil
- Portes : 1 pliante + 1 battante

### CAM Pollicino 35P
- Base châssis : Iveco TurboDaily
- Mécanique : Iveco 8140.27
- Longueur : 6,32 mètres
- Aménagement : Minibus urbain
- Énergie : Gasoil
- Portes : 2 pliantes

### CAM Pollicino TH13
- Base châssis : Iveco TurboDaily
- Mécanique : Iveco 8140.27
- Longueur : 6,89 mètres
- Aménagement : Minibus urbain
- Énergie : Gasoil
- Portes : 1 pliante + 1 battante

### CAM Pollicino Interurbano
- Base châssis : Iveco TurboDaily
- Mécanique : Iveco 8140.27
- Longueur : 7,20 mètres
- Aménagement : Minibus interurbain
- Énergie : Gasoil
- Portes : 1 ou 2, ad espulsione

Ces minibus sont surtout présents en Italie, dans les petites villes pour assurer les dessertes finales en complément des lignes principales. Ont les trouve notamment sur les réseaux ACT Côme, ANM de Naples, AMAT de Palerme, AMT de Gênes, ATAC et COTRAL de Rome, ATC de Bologne, ATC de La Spezia, ATM de Milan, STP de Brindisi et CTM de Cagliari.
Le "Pollicino" a été remplacé en 2001 par l'Iveco Down Town, fruit de la  collaboration entre IVECO et Autodromo, en version avec moteur diesel ou électrique à batteries.